# Rufoclanis fulgurans
Rufoclanis fulgurans är en fjärilsart som beskrevs av Rothschild och Jordan 1903. Rufoclanis fulgurans ingår i släktet Rufoclanis och familjen svärmare. Inga underarter finns listade.